# لؤي طالب
لؤي طالب مواليد 9 أغسطس 1975 في دمشق، هو لاعب كرة قدم سوري سابق كان يلعب كلاعب وسط.

## المسيرة الاحترافية

### أندية لعب لها
- نادي الوحدة (سوريا)